# Marathon (Texas)
Pour les articles homonymes, voir Marathon.
Marathon (en anglais [ˈmærəθən]) est une census-designated place située dans le comté de Brewster, dans l’État du Texas, aux États-Unis. Sa population s’élevait à 470 habitants en 2007.

## Géographie
Marathon est située à 50 km à l’est d’Alpine, le siège du comté.

## Histoire
Le 14 avril 1995, un tremblement de terre de magnitude 5,7 a touché la région. Ce séisme est connu sous le nom de tremblement de terre de Marathon (en).

## Économie
Le Gage Hotel, à Marathon, est reconnu d'intérêt patrimonial par la Texas Historical Commission et est inscrit au Registre national des lieux historiques.